# Grand Mur de Sloan
Ne doit pas être confondu avec Grand Mur.

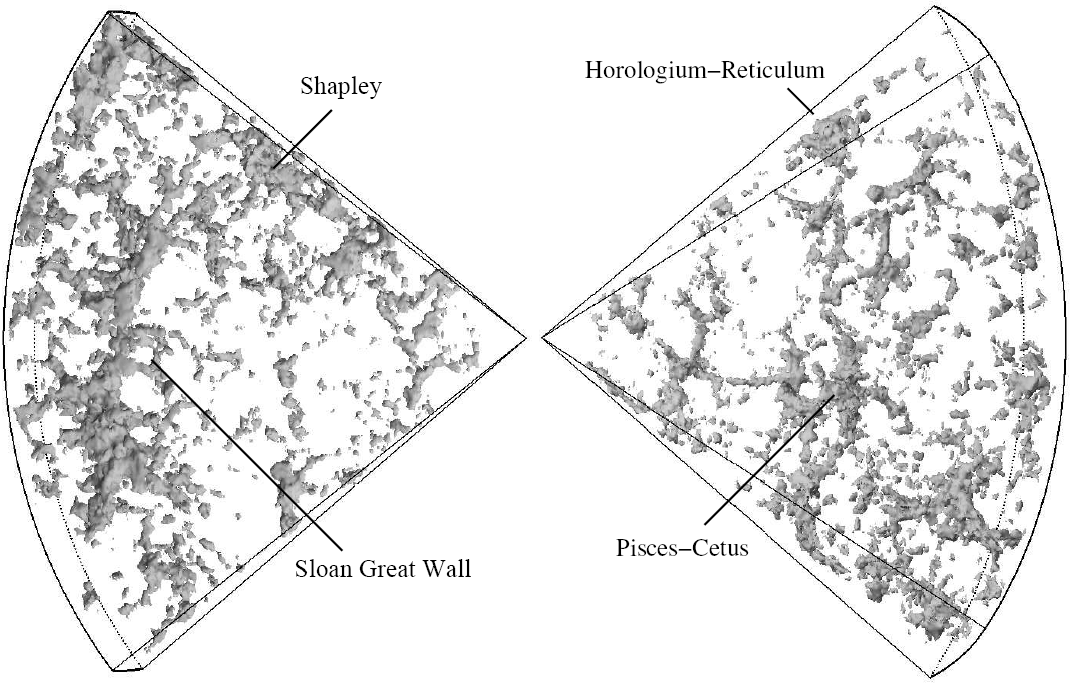
Le Grand Mur de Sloan dans une reconstruction (méthode DTFE, Delaunay tessellation field estimator) de la partie intérieure de la 2dF Galaxy Redshift Survey

En astronomie, le Grand Mur de Sloan (Sloan Great Wall ou SGW) est une structure cosmique formant un mur de galaxies géant (un filament galactique).  Sa découverte fut annoncée le 20 octobre 2003, par John Richard Gott et Mario Jurić, de l'Université de Princeton, et leurs collègues du Sloan Digital Sky Survey. 
Le mur mesure 1,38 milliard d'années-lumière de long (1,38 × 1025 m) et se situe à environ un milliard d'années-lumière de la Terre. Son positionnement dans le ciel est dans la région des constellations du  Corbeau, de l'Hydre et du Centaure. Il constitue environ 1/60e du diamètre de l'univers observable, ce qui en fait la sixième plus grande structure connue dans l'univers visible après respectivement le Clowes-Campusano LQG U1.11 LQG, Huge-LQG, l'anneau géant GRB et le Grand Mur d'Hercule-Couronne boréale (Her-CrB GW). 
Le Grand Mur de Sloan est 1,8 et 2,7 fois plus long[pas clair] que le Grand Mur de galaxies découvert en 1989. Il contient plusieurs superamas de galaxies, dont le plus grand et riche se nomme SCI 126, situé dans la région la plus dense de sa structure,.
En 2011, il a été émis l'hypothèse que le Grand Mur de Sloan ne soit que l'alignement fortuit de trois structures plus petites, et non une structure propre.